# 2. Jahrhundert v. Chr.
Portal Geschichte | Portal Biografien | Aktuelle Ereignisse | Jahreskalender | Tagesartikel

◄ |
2. Jt. v. Chr. |
1. Jahrtausend v. Chr. |  

◄ |
4. Jh. v. Chr. |
3. Jh. v. Chr. |
2. Jahrhundert v. Chr. |
1. Jh. v. Chr. |
1. Jh. |
► 

190er v. Chr. |
180er v. Chr. |
170er v. Chr. |
160er v. Chr. |
150er v. Chr. |
140er v. Chr. |
130er v. Chr. |
120er v. Chr. |
110er v. Chr. |
100er v. Chr.

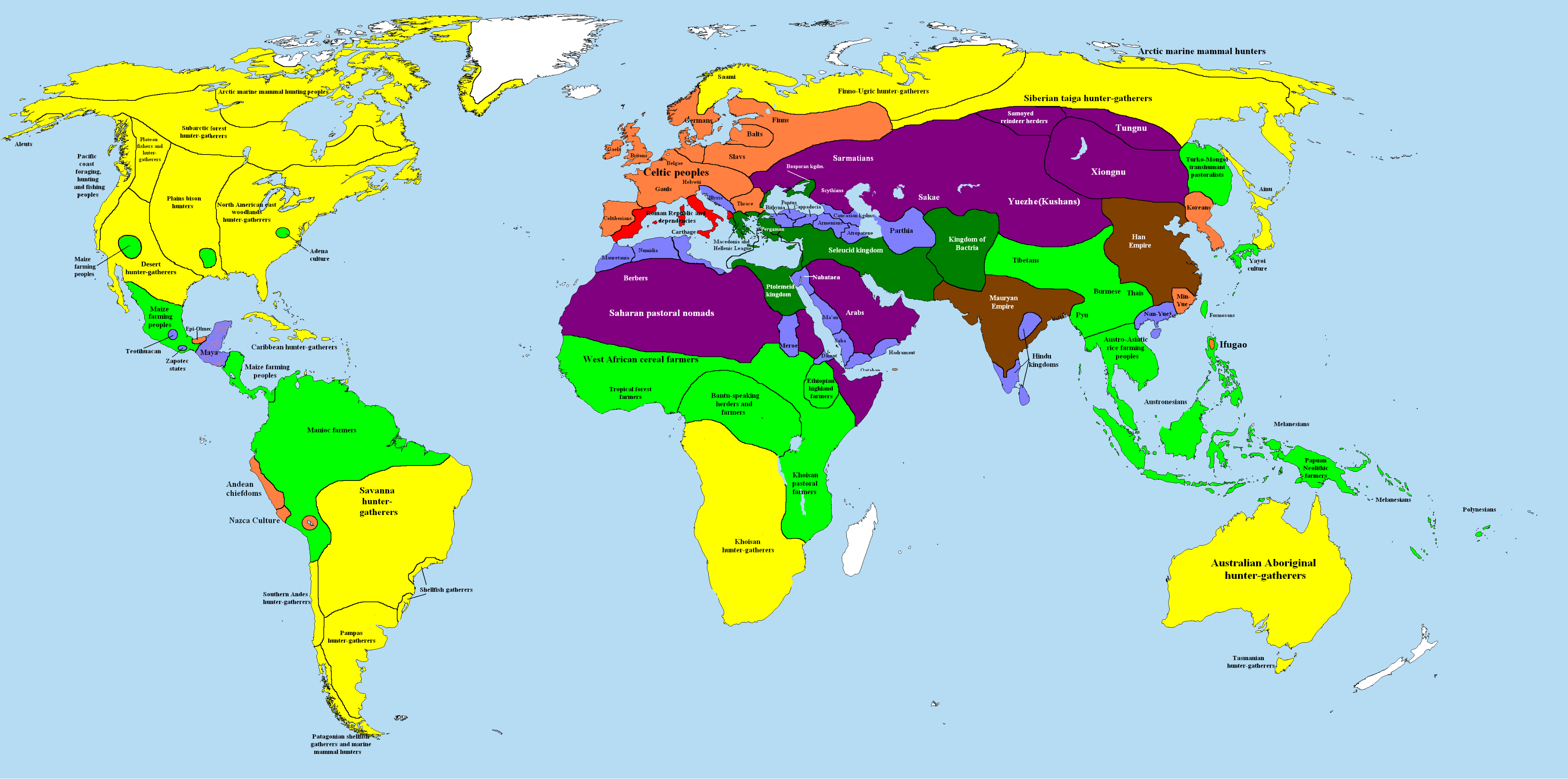
Globale territoriale Situation 200 v. Chr.

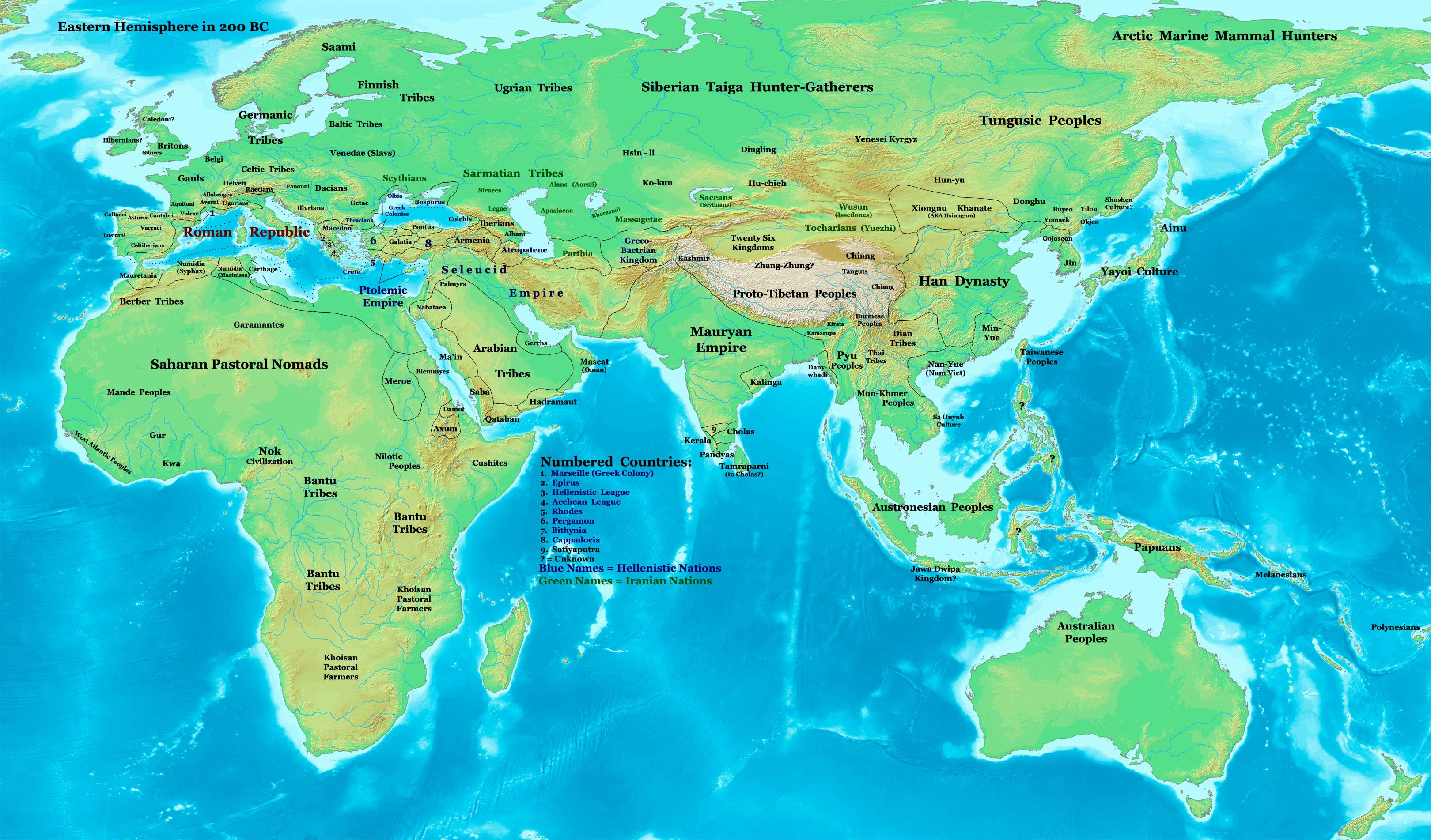
Die östliche Hemisphäre zu Beginn des 2. Jahrhunderts v. Chr.

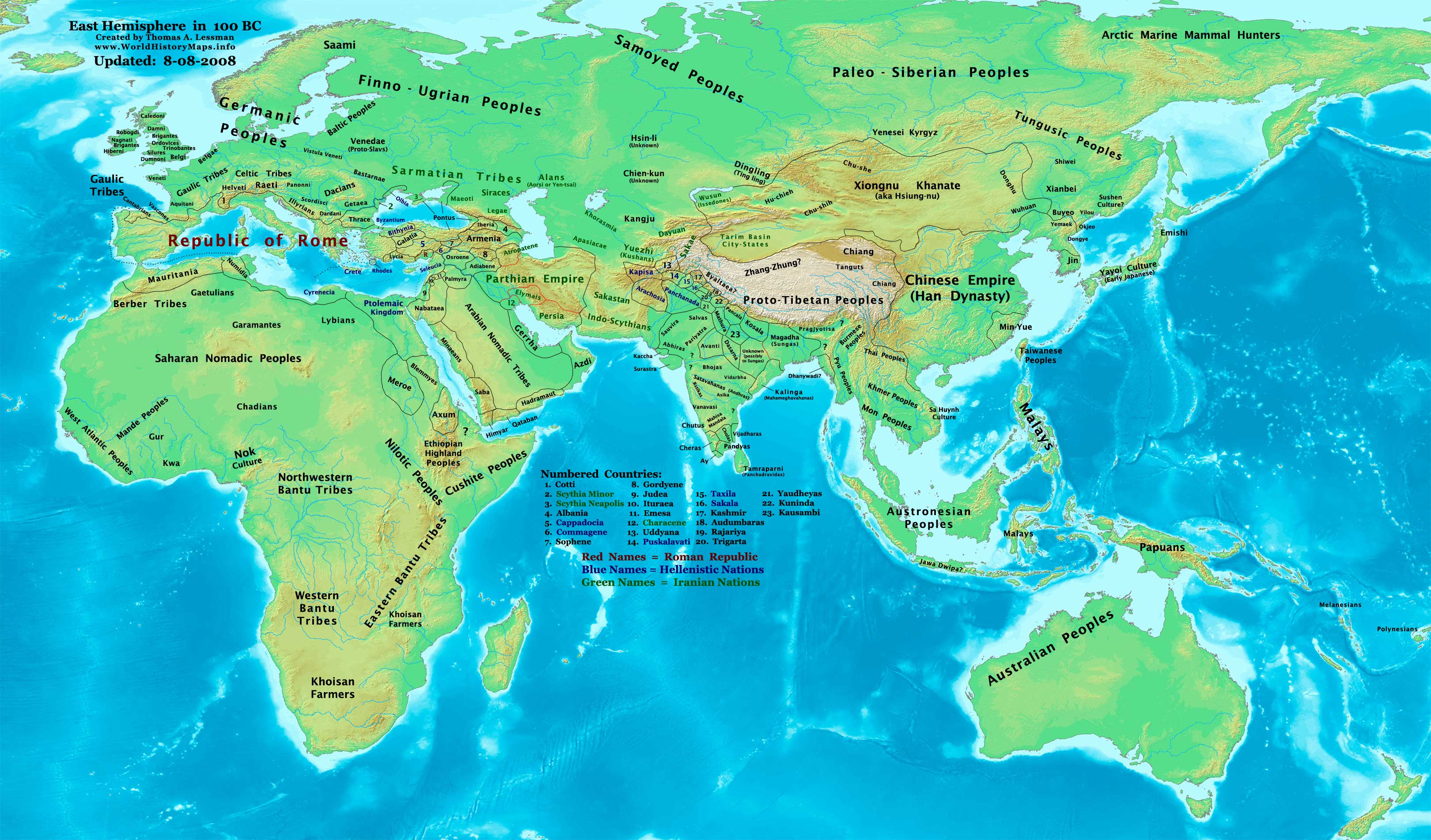
Die östliche Hemisphäre zu Ende des 2. Jahrhunderts v. Chr.

Das 2. Jahrhundert v. Chr. reichte von 200 v. Chr. bis 101 v. Chr.

## Ereignisse/Entwicklungen
- Die Römische Republik expandiert nach Osten und unterwirft unter anderem Makedonien. Im Dritten Punischen Krieg wird die konkurrierende Großmacht Karthago 146 v. Chr. vernichtend geschlagen. Im Norden erleidet das römische Heer jedoch gegen die Kimbern eine Niederlage.
- Das Partherreich erobert große Teile von Persien und Mesopotamien und wird zur Großmacht.
- Der chinesische Kaiser Wu (Han-Dynastie) erhebt den Konfuzianismus zur Staatslehre und beginnt die große chinesische Expansion. Seine Regierung bildet den Höhepunkt der chinesischen Macht bis zur Zeitenwende.
- Im nördlichen Indien herrscht die Shunga-Dynastie.
- Im nordwestlichen Indien entsteht das Milindapanha, die Aufzeichnung eines Dialogs zwischen dem hellenistischen König Menander und dem buddhistischen Mönch und Gelehrten Nagasena. Diese im Buddhismus als halbkanonisches Werk betrachtete Schrift gilt als eines der frühesten Zeugnisse der Begegnung einer europäisch geprägten Kultur mit der Lehre des Buddha.

## Persönlichkeiten
- Titus Maccius Plautus (* um 254 v. Chr.; † um 184 v. Chr.), römischer Komödiendichter
- Hannibal (* um 247 v. Chr.; † 183 v. Chr.), karthagischer Feldherr
- Scipio Africanus (* 236 v. Chr.; † 183 v. Chr.), römischer Feldherr und Staatsmann
- Cato der Ältere (* 234 v. Chr.; † 149 v. Chr.), römischer Staatsmann, Rhetoriker und Schriftsteller
- Polybios (* um 200 v. Chr.; † um 120 v. Chr.), griechischer Historiker
- Publius Terentius Afer (* um 190 v. Chr.; † um 159 v. Chr.), römischer Komödiendichter
- Mithridates I. (* um 195 v. Chr.; † 138/137 v. Chr.), König der Parther, erobert große Teile von Mesopotamien
- Wudi (* 156 v. Chr.; † 87 v. Chr.), chinesischer Kaiser
- Gaius Marius, (* 156 v. Chr.; † 86 v. Chr.) genannt 3. Gründer Roms, siebenfacher Konsul, röm. Feldherr, Sieger über Jugurtha und die Kimbern und Teutonen